# Joe Davis
Joe Davis OIB (n. 15 aprilie 1901 în Whitwell, Derbyshire, Anglia - d. 10 iulie 1978 în Hampshire) a fost un jucător englez profesionist de snooker și biliard.

## Biografie
Joe Davis a devenit un jucător profesionist de biliard la 18 ani, câștigând Campionatul Chesterfield la vârsta de 13 ani. În 1926 a ajuns pentru prima dată în finala Campionatului Mondial Profesionist de Biliard dar a pierdut în fața campionului mondial en-titre Tom Newman. A ajuns din nou în finală anul următor și a pierdut din nou în fața aceluiași jucător. În 1928 lucrurile s-au schimbat iar Davis a reușit în cele din urmă să-l învingă pe Tom Newman și să câștige titlul mondial. Și-a apărat titlul pentru următorii trei ani - de două ori în fața aceluiași Tom Newman în 1929 și 1930 și în fața neozeelandezului Clark McConachy în 1932. A ajuns în finală de încă două ori în 1933 și 1934 dar a pierdut în ambele situații în fața australianului Walter Lindrum.
În același timp cu apogeul său de jucător de biliard Davis a început să devină interesat și de snooker, ajutând la organizarea primului Campionat Mondial de Snooker în 1927 și a câștigat campionatul învingându-l pe Tom Dennis, câștigând 6 lire sterline. Avea să câștige campionatul mondial în fiecare an până în 1940. Fratele său, Fred Davis, cu doisprezece ani mai tânăr, a fost și el jucător de snooker și multiplu campion mondial. Când Joe a jucat împotriva lui Fred la finala Campionatului Mondial din 1940, Joe a câștigat cu 37-36.
La declanșarea celui de-Al Doilea Război Mondial, Campionatul Mondial nu a mai fost organizat timp de cinci ani. La reluarea sa din 1946, Davis și-a apărat titlul câștigând al 15-lea titlu mondial, apărându-și astfel titlul de campion mondial pentru al 20-lea an consecutiv. Până în prezent a câștigat mai multe titluri mondiale decât oricare alt jucător. S-a retras din activitate după această victorie, fiind astfel singurul jucător neînvins din istoria Campionatului Mondial.
Totuși Davis și-a demonstrat abilitățile și în anii 1950 câștigând Campionatul News of the World de trei ori în acel deceniu. A făcut istorie în1 1955 realizând singurul său break maxim de 147 de puncte în timpul unui meci amical la Leicester Square Hall, "Mecca" țării pentru jucătorii de biliard. Înainte de aceasta a realizat primul break de peste 100 de puncte din istoria snooker-ului în 1930. Tot în anii 1950 Davis a încercat să promoveze un nou joc numit "snooker plus". Acesta avea încă două bile colorate, una portocalie și una mov, dar acest joc nu a fost niciodată pus în practică. A primti Ordinul Imperiului Britanic în 1963. A continuat să evolueze ca și jucător profesionist până în 1964.
Davis a decedat la două luni după ce a suferit un colaps în timp ce îl urmărea pe fratele său jucând împotriva lui Perrie Mans în semifinala Campionatului Mondial de Snooker din 1978. Casa sa natală din Whitwell poartă o placă comemorativă.
1. ↑  Oxford Dictionary of National Biography, accesat în 14 august 2021
2. ↑  Oxford Dictionary of National Biography